# Liste der Biografien/Boni
Liste der Biografien |
Portal Biografien |
Personensuche
# |
A |
B |
C |
D |
E |
F |
G |
H |
I |
J |
K |
L |
M |
N |
O |
P |
Q |
R |
S |
T |
U |
V |
W |
X |
Y |
Z |
?
 
Ba |
Be |
Bd |
Bg |
Bh |
Bi |
Bj |
Bl |
Bm |
Bn |
Bo |
Br |
Bs |
Bu |
Bw |
By |
Bz
 
Boa–Boc |
Bod |
Boe |
Bof |
Bog |
Boh |
Boi–Bok |
Bol |
Bom |
Bon |
Boo |
Bop |
Boq |
Bor |
Bos |
Bot |
Bou |
Bov–Boz
 
Bona |
Bonc |
Bond |
Bone |
Bonf |
Bong |
Bonh |
Boni |
Bonj |
Bonk |
Bonl |
Bonm |
Bonn |
Bono |
Bonp |
Bonq |
Bonr |
Bons |
Bont |
Bonu |
Bonv |
Bonw |
Bonx |
Bony |
Bonz
Die Liste der Biografien führt alle Personen auf, die in der deutschsprachigen Wikipedia einen Artikel haben. Dieses ist eine Teilliste mit 271 Einträgen von Personen, deren Namen mit den Buchstaben „Boni“ beginnt.

## Boni
- Boni, Ada (1881–1973), italienische Kochbuchautorin
- Boni, Alessio (* 1966), italienischer SchauspielerAlessio Boni (* 1966)

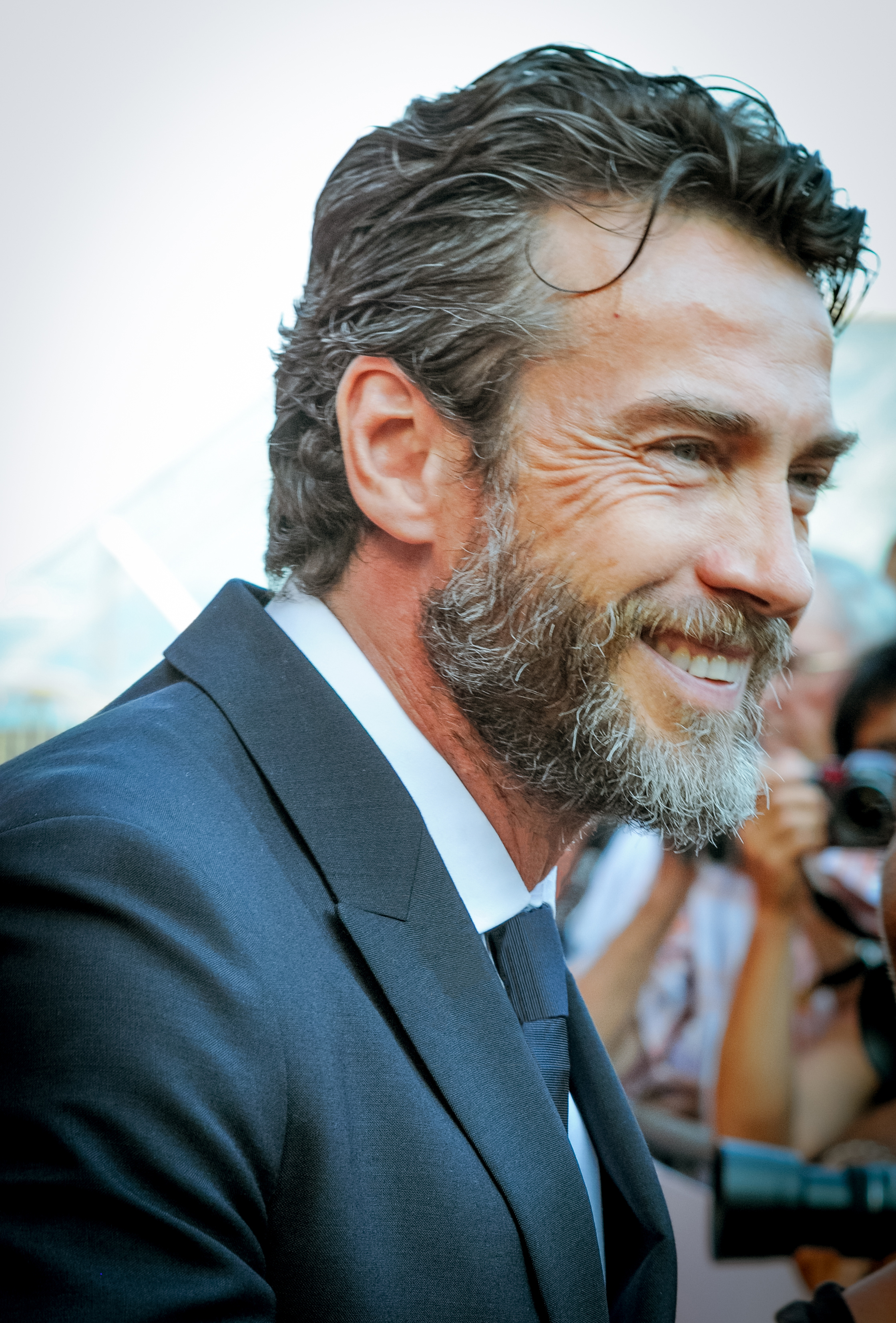
Alessio Boni (* 1966)

- Böni, Andreas (* 1982), Schweizer Sportjournalist
- Boni, Bruno (1915–2003), italienischer Ruderer
- Boni, Carla (1925–2009), italienische Sängerin
- Boni, Carmen (1904–1963), italienische Schauspielerin
- Böni, Franz (1952–2023), Schweizer Schriftsteller
- Boni, Geraldina, italienische Rechtswissenschaftlerin
- Boni, Giacomo (1859–1925), italienischer Klassischer Archäologe und Architekt
- Boni, Giovanni Battista († 1641), italienischer Cembalo- und Orgelbauer
- Boni, Guido (1892–1956), italienischer Turner
- Boni, Guido (1933–2014), italienischer Radrennfahrer
- Boni, Jim (* 1963), italo-kanadischer Eishockeyspieler, -trainer und -funktionär
- Boni, Leo († 2022), US-amerikanischer Blues- und Jazzmusiker (Gitarre, Gesang)
- Boni, Lorenzo (* 1967), italienischer Künstler
- Boni, Luisella (* 1935), italienische Schauspielerin
- Boni, Manfred (* 1947), deutscher Soziologe und Bibliothekar
- Boni, Michał (* 1954), polnischer Politiker, Mitglied des Sejm, Minister für Öffentliche Verwaltung und Digitalisierung, MdEP
- Boni, Nazi (1909–1969), burkinischer Schriftsteller und Politiker
- Böni, Peter (* 1955), Schweizer Physiker und Hochschullehrer
- Boni, Raymond (* 1947), französischer Jazz-Gitarrist und Komponist
- Boni, Tanella (* 1954), ivorische Dichterin und Schriftstellerin
- Boni-Claverie, Danièle (* 1942), ivorisch-französische Politikerin

### Bonia
- Boniadi, Nazanin (* 1980), iranisch-britische SchauspielerinNazanin Boniadi (* 1980)

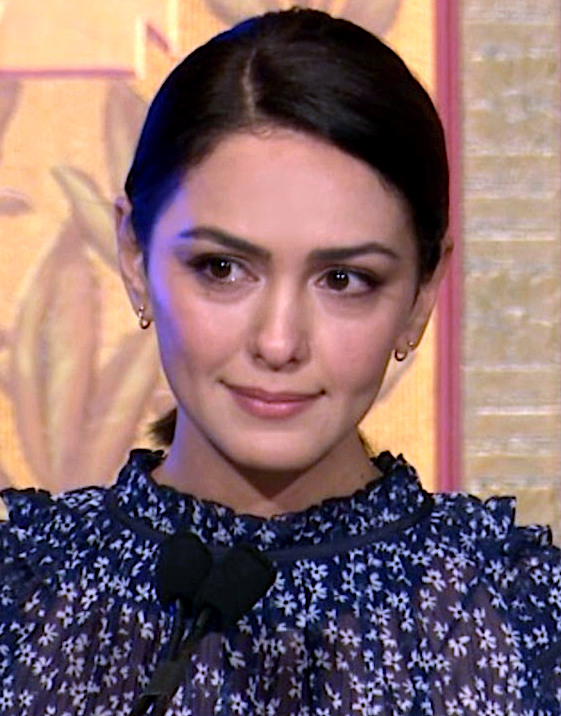
Nazanin Boniadi (* 1980)

### Bonib
- Boniberger, Markus (* 1985), deutscher Schauspieler

### Bonic
- Bonić, Barbara (* 1992), serbische Tennisspielerin
- Bonić, Mario (* 1952), kroatischer Fußballspieler und Trainer
- Bonica, Joe (* 1960), US-amerikanischer Jazzmusiker und Perkussionist
- Bonicelli, Fiorella (* 1951), uruguayische Tennisspielerin
- Bonicelli, Gaetano (* 1924), italienischer Geistlicher, emeritierter Erzbischof
- Bonicelli, Silvio Cesare (1932–2009), italienischer Bischof
- Bonicelli, Vittorio (1919–1994), italienischer Drehbuchautor und Filmproduzent
- Boniche, Lili (1922–2008), algerischer Sänger
- Bonichon, Gianni (1944–2010), italienischer Bobfahrer
- Bonichot, Jean-Claude (* 1955), französischer Jurist und Richter am Europäischen Gerichtshof
- Boniciolli, Matteo (* 1962), italienischer Basketballtrainer
- Bönicke, Christian (1745–1805), Geistlicher, Jurist und Hochschullehrer
- Bönicke, Gerhard (1913–1999), deutscher Dirigent, Theaterleiter und Kapellmeister
- Bönicke, Rudolf (1911–1970), deutscher Mikrobiologe und Hochschullehrer
- Bönickhausen, Leo Heinrich, deutscher Lehrer, angeblicher Vorfahr von Gustave Eiffel

### Bonie
- Boniecki, Adam (1842–1909), polnischer Heraldiker
- Boniecki, Adam (* 1934), polnischer Theologe, Priester und Journalist
- Boniecki, Jerzy (1933–2021), polnischer Schwimmer
- Boniecki, Maria Albin (1908–1995), polnischer Bildhauer
- Boniecki, Stanisław (* 1950), polnischer Radrennfahrer
- Boniek, Zbigniew (* 1956), polnischer FußballspielerZbigniew Boniek (* 1956)

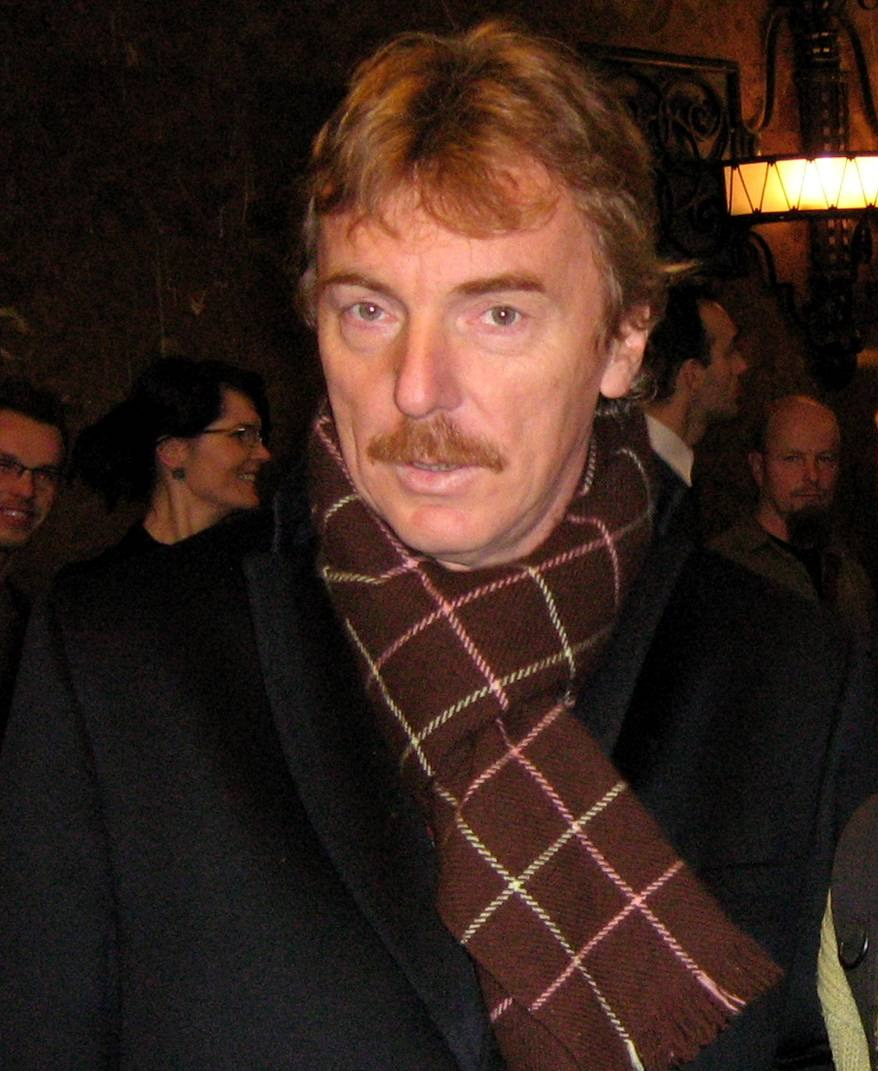
Zbigniew Boniek (* 1956)

### Bonif
- Bonifaç i Massó, Francesc (1735–1806), katalanischer Bildhauer des Barock
- Bonifaç i Massó, Lluís (1730–1786), katalanischer Bildhauer
- Bonifaç i Sastre, Lluís (1683–1765), katalanischer Bildhauer des Barock
- Bonifaç, Lluís der Ältere († 1697), französischer Bildhauer des Barock
- Boniface, Basil (* 1962), seychellischer Boxer
- Boniface, Saddique (* 1960), ghanaischer Politiker, Minister für Wasserressourcen, öffentliche Arbeiten und Wohnungswesen in Ghana
- Boniface, Victor (* 2000), nigerianischer Fußballspieler
- Bonifaci, Antoine (1931–2021), französischer Fußballspieler
- Bonifačić, Fran (* 2000), kroatischer Leichtathlet
- Bonifácio Augusto, Ruan Renato (* 1994), brasilianischer Fußballspieler
- Bonifacio, Andrés (1863–1897), philippinischer Revolutionär und Gründer des Katipunan
- Bonifacio, Antonio (* 1957), italienischer Filmregisseur
- Bonifacio, Baldassare (1585–1659), italienischer Universalgelehrter und Bischof
- Bonifacio, Bruno (* 1994), brasilianischer Automobilrennfahrer
- Bonifacio, Dame von, mttelsteinzeitliches Frauenskelett
- Bonifacio, Emilio (* 1985), dominikanischer Baseballspieler
- Bonifacio, Francesco Giovanni (1912–1946), italienischer Priester und Märtyrer
- Bonifacio, Francesco Paolo (1923–1989), italienischer Politiker und Richter
- Bonifacio, Giovanni Bernardino (1517–1597), italienischer Humanist, Büchersammler und Bibliotheksgründer in Danzig
- Bonifacio, Mauro (* 1957), italienischer Komponist, Dirigent und Musikpädagoge
- Bonifacio, Rodolfo (1940–2016), italienischer Physiker
- Bonifant, J. Evan (* 1985), US-amerikanischer Schauspieler
- Bonifas, Paul Ami (1893–1967), Schweizer Keramiker, Publizist und Kunstlehrer
- Bonifassi, Georges (1952–1995), französischer Anglist und Okzitanist
- Bonifatius († 432), römischer General
- Bonifatius, Herzog im Elsass
- Bonifatius, Missionar und KirchenorganisatorBonifatius

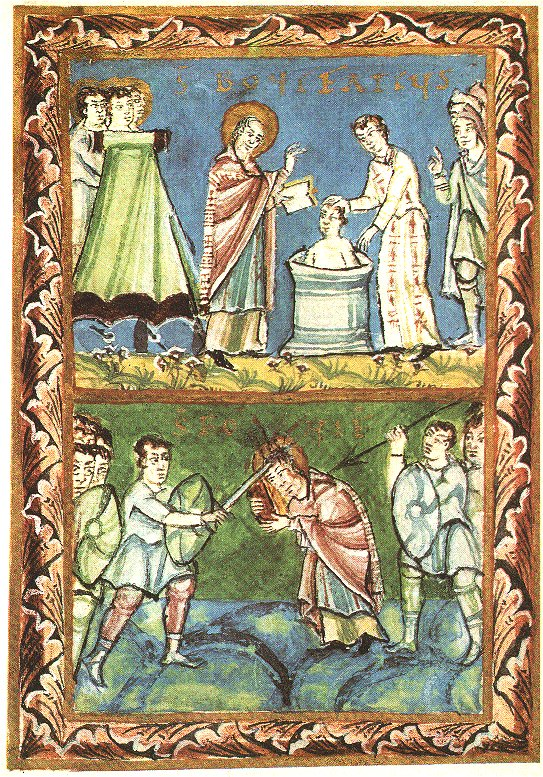
Bonifatius

- Bonifatius I. († 422), Papst in Rom (418–422)
- Bonifatius I. († 1207), Markgraf von Montferrat, erster König von Thessaloniki
- Bonifatius II. († 532), Bischof von Rom (530–532)
- Bonifatius II. († 1253), Markgraf von Montferrat und Titularkönig von Thessaloniki (1239–1240)
- Bonifatius II. von Lucca (788–847), Markgraf von Tuszien
- Bonifatius III. († 607), Papst (607)
- Bonifatius IV. († 615), Papst (608–615)
- Bonifatius IX. (1350–1404), Papst (1389–1404)
- Bonifatius V. († 625), Papst (619–625)
- Bonifatius VI. († 896), Papst (896)
- Bonifatius VII. († 985), Gegenpapst (974), Papst (984–985)
- Bonifatius VIII. († 1303), Papst (1294–1303)Bonifatius VIII. († 1303)

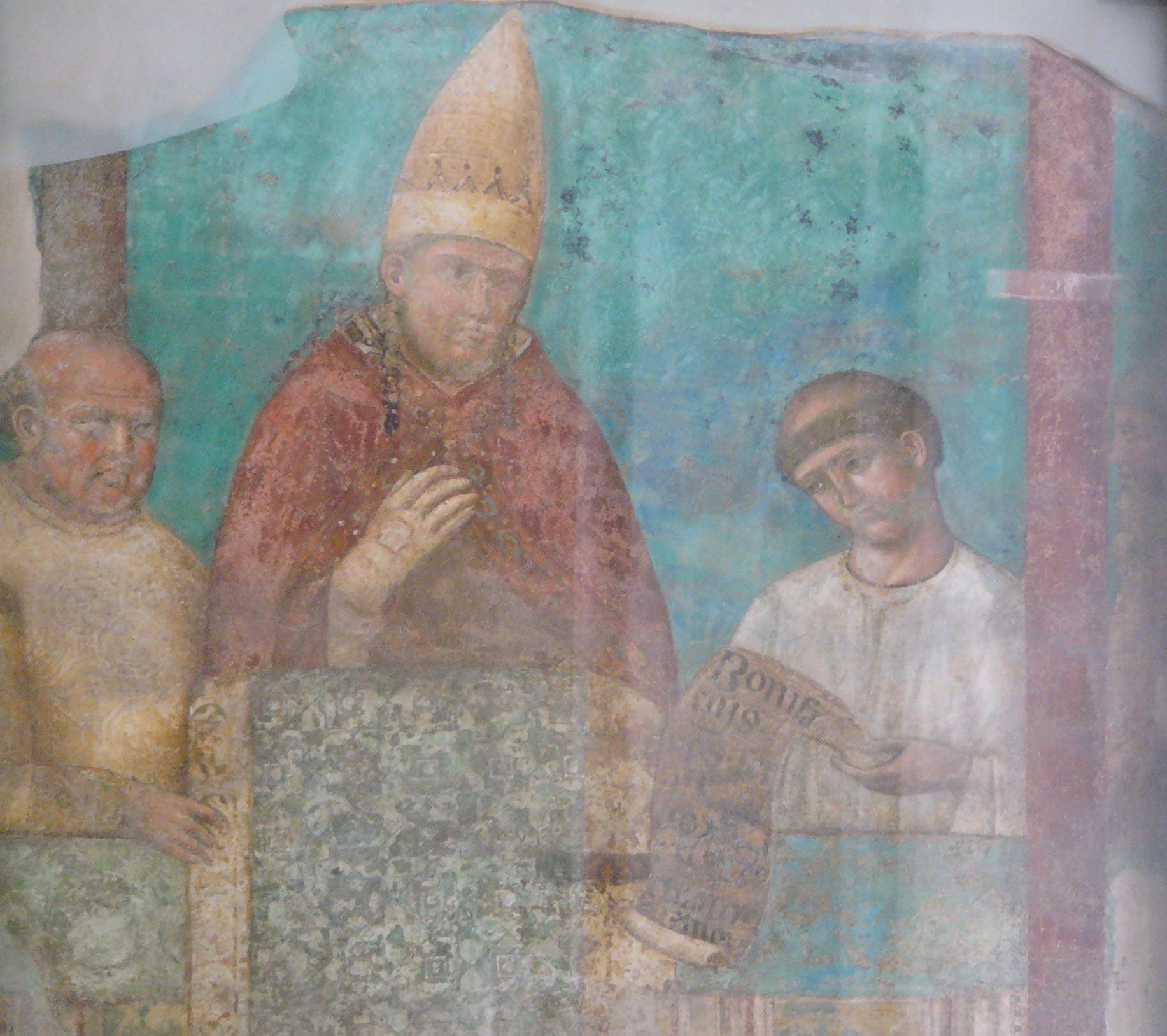
Bonifatius VIII. († 1303)

- Bonifatius von Canossa († 1052), italienischer Adliger
- Bonifatius von Lausanne († 1261), katholischer Heiliger und Bischof von Lausanne
- Bonifatius von Savoyen († 1270), Erzbischof von Canterbury
- Bonifatius von Tarsus, frühchristlicher Märtyrer und Heiliger
- Bonifaz, Graf von Savoyen
- Bonifaz von Ragusa (1504–1582), Franziskanerminorit, Bischof
- Bonifazi, Facundo (* 1995), uruguayischer Fußballspieler
- Bonifazio, Niccolò (* 1993), italienischer Radrennfahrer
- Boniforti, Carlo (1818–1879), italienischer Komponist, Organist und Musikpädagoge

### Bonig
- Bönig, Andrea (* 1964), deutsche Opern- und Konzertsängerin (Alt/Mezzosopran) und Gesangspädagogin
- Bönig, Manfred (* 1941), deutscher Pastor und Evangelist
- Bönig, Philipp (* 1980), deutscher Fußballspieler
- Bönig, Sebastian (* 1981), deutscher Fußballspieler und Fußballtrainer
- Bönig, Winfried (* 1959), deutscher Organist und HochschullehrerWinfried Bönig (* 1959)

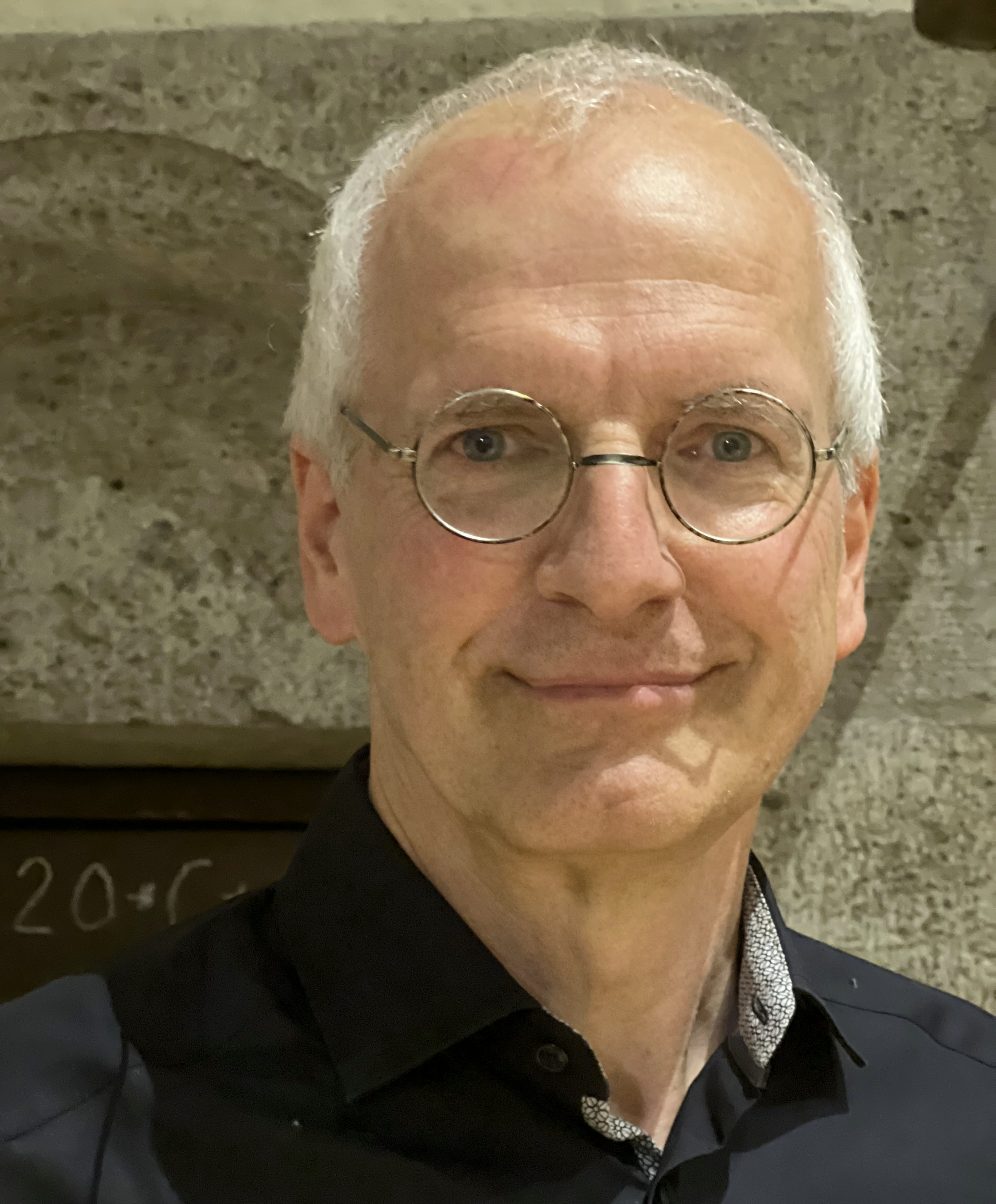
Winfried Bönig (* 1959)

- Böniger, Melchior (1866–1929), Schweizer Chemiker
- Bönighausen, Siegfried (* 1955), deutscher Fußballspieler
- Bonigut, Georg (* 1913), deutscher SS-Unterscharführer

### Bonik
- Bonik, Uwe (* 1964), deutscher Fußballspieler

### Bonil
- Bonilla Bonilla, Áureo Patricio (* 1968), ecuadorianischer Ordensgeistlicher und Apostolischer Vikar von Galápagos
- Bonilla, Adrián (* 1958), ecuadorianischer Bildungspolitiker
- Bonilla, Andrea (* 1986), ecuadorianische Langstreckenläuferin
- Bonilla, Elmer (* 1978), salvadorianischer Fußballschiedsrichter
- Bonilla, Henry (* 1954), US-amerikanischer Politiker
- Bonilla, Jaime de (* 2003), spanischer Eishockeyspieler
- Bonilla, José (1967–2002), venezolanischer Boxer
- Bonilla, José Adrián (* 1978), costa-ricanischer Radrennfahrer
- Bonilla, Juan (* 1966), spanischer Dichter, Schriftsteller, Essayist und Übersetzer
- Bonilla, Luis (* 1965), US-amerikanischer Jazzmusiker (Posaune, Komposition)
- Bonilla, Manuel (* 1849), honduranischer Politiker, Präsident von Honduras (1903–1907 und 1912–1913)
- Bonilla, Marc (* 1955), US-amerikanischer Musiker, Gitarrist
- Bonilla, Michelle (* 1972), US-amerikanische Schauspielerin
- Bonilla, Nelson (* 1990), salvadorianischer Fußballspieler
- Bonilla, Óscar (1918–1975), chilenischer Generalmajor und Politiker
- Bonilla, Policarpo (1858–1928), honduranischer Präsident (1894–1899)
- Bonilla, Santiago (1910–1993), costa-ricanischer Fußballspieler
- Bonilla, Wendy (* 2002), kolumbianische Fußballspielerin
- Bonilla-Silva, Eduardo (* 1962), US-amerikanischer Soziologe

### Bonim
- Bonimaier, Anton (1924–2014), österreichischer Politiker (ÖVP), Landesrat
- Bonimeier, Harald (* 1990), deutscher Fußballspieler
- Bonimeier, Roland (* 1982), deutscher Fußballspieler

### Bonin
- Bonin, Adolf von (1803–1872), preußischer General der Infanterie
- Bonin, André (1909–1998), französischer Florettfechter
- Bonin, Anna von (1856–1933), deutsche Schriftstellerin
- Bonin, Anselm Christoph von (1685–1755), preußischer Generalleutnant
- Bonin, Anton von († 1633), Stiftsvogt, Dekan der Kollegiatkirche in Kolberg und Pommerscher Regierungsrat
- Bonin, Ben-Simon (* 2003), deutscher Volleyball- und Beachvolleyballspieler
- Bonin, Bernd Eckard von (1702–1771), preußischer Oberst, Chef des Garnisons-Regiments Nr. 9
- Bonin, Bogislav Ernst von (1727–1797), preußischer Generalleutnant, Chef des Infanterie-Regiments Nr. 54
- Bonin, Bogislav von (1842–1929), preußischer Politiker (Deutschkonservative Partei) und pommerscher Gutsbesitzer
- Bonin, Bogislaw von (1908–1980), deutscher Offizier und PublizistBogislaw von Bonin (1908–1980)

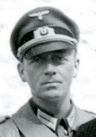
Bogislaw von Bonin (1908–1980)

- Bonin, Brian (* 1973), US-amerikanischer Eishockeyspieler
- Bonin, Burkhard von (1879–1947), deutscher Jurist und Sachautor
- Bonin, Charlotte (* 1987), italienische Triathletin
- Bonin, Cosima von (* 1962), deutsche Künstlerin
- Bonin, Eckart von (1854–1912), deutscher Rittergutsbesitzer, Landrat und Politiker, MdR
- Bonin, Edith von (1875–1970), deutsche Malerin
- Bonin, Eduard von (1793–1865), preußischer General der Infanterie, Kriegsminister
- Bonin, Eduard von (1846–1934), Gutsbesitzer und preußischer Politiker
- Bonin, Edward J. (1904–1990), US-amerikanischer Politiker
- Bonin, Elsa von (1882–1965), deutsche Juristin, Rittergutsbesitzerin und Schriftstellerin
- Bonin, Erich von (1878–1970), deutscher Generalleutnant
- Bonin, Ernst Friedrich Otto von (1761–1822), preußischer Generalleutnant
- Bonin, Georg Otto von (1613–1670), preußischer Staatsmann und deutscher Dichter
- Bonin, George Bogislav von (1701–1764), preußischer Richter, zuletzt Präsident des Hofgerichts Köslin
- Bonin, George Friedrich Felix von (1749–1818), preußischer Landrat
- Bonin, Gerd von (1911–1979), deutscher Kameramann, Dokumentarfilmregisseur und Filmproduzent
- Bonin, Gisbert von (1841–1913), Herzoglich Sachsen-Coburg-Gothaischer Staatsminister
- Bonin, Grzegorz (* 1983), polnischer Fußballspieler
- Bonin, Gustav von (1797–1878), preußischer Politiker, MdR und Gutsbesitzer
- Bonin, Gustav von (1843–1905), preußischer Generalmajor und Kommandeur der 12. Kavallerie-Brigade
- Bonin, Heinrich von (1865–1923), preußischer Generalmajor
- Bonin, Hermann (1880–1945), deutscher Maschinenbauingenieur, Hochschullehrer und Rektor der Technischen Hochschule Aachen
- Bonin, Holger (* 1968), deutscher Wirtschaftswissenschaftler
- Bonin, Hugo von (1826–1893), deutscher Rittergutsbesitzer und Parlamentarier
- Bonin, Joachim von (1857–1921), preußischer Verwaltungsjurist und Landrat, Mitglied des Preußischen Abgeordnetenhauses
- Bonin, Kasimir Wedig von (1691–1752), preußischer Militär
- Bonin, Konstantin von (1843–1914), preußischer Generalmajor
- Bonin, Leni von (* 2007), deutsche SchwimmerinLeni von Bonin (* 2007)

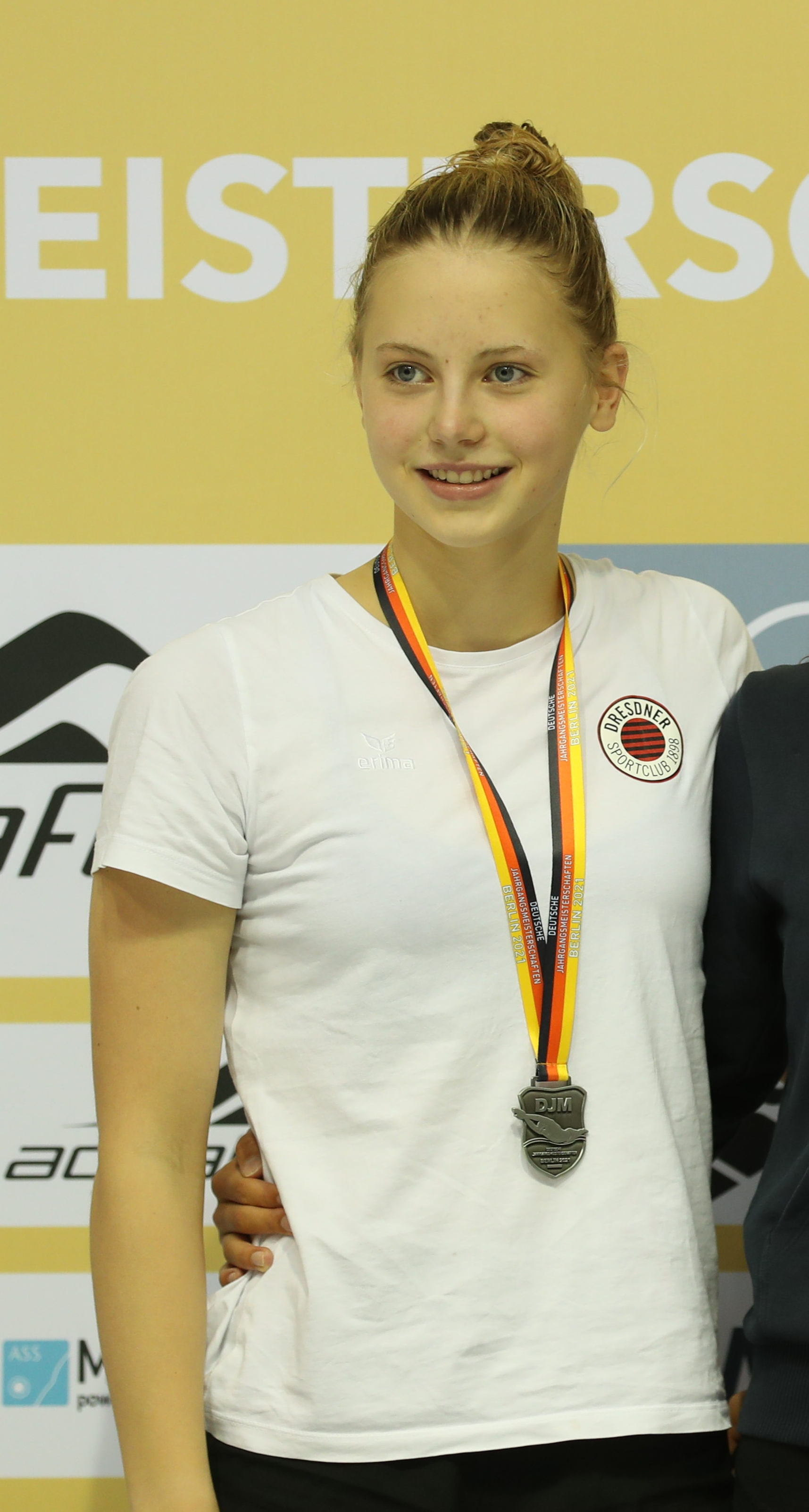
Leni von Bonin (* 2007)

- Bonin, Marcel (1931–2025), kanadischer Eishockeyspieler
- Bonin, Otto Friedrich Fürchtegott von (1756–1833), preußischer Landschaftsdirektor
- Bonin, Otto von (1795–1862), preußischer Generalleutnant
- Bonin, Otto Wedig von (1724–1796), preußischer Landrat und Landesdirektor
- Bonin, Paul (* 1960), englischer Musiker
- Bonin, Reimar von (1890–1976), deutscher Konteradmiral und Marineattaché
- Bonin, Robert von (1805–1852), preußischer Hauptmann, Militärhistoriker und Familienforscher
- Bonin, Theodor von (1799–1852), preußischer Rittergutsbesitzer und Landrat
- Bonin, Udo von (1826–1902), preußischer Generalmajor und zuletzt Abteilungschef des Servis- und Lazettwesen in Kriegsministerium
- Bonin, Ulrich Bogislaus von (1682–1752), deutscher Dichter evangelischer geistlicher Lieder
- Bonin, Wedig von (1612–1659), kurbrandenburger Oberkriegskommissar des Herzogtums Pommern und der Lande Lauenburg-Bütow
- Bonin, Werner Friedrich (1941–1986), afro-deutscher Ethnologe, Psychologe und Paranormologe
- Bonin, Wibke von (* 1936), deutsche Kunsthistorikerin und Fernsehredakteurin für bildende Kunst
- Bonin, Wilhelm von (1786–1852), deutscher Verwaltungsbeamter, Oberpräsident der preußischen Provinz Pommern
- Bonin, Wilhelm von (1824–1885), preußischer Generalleutnant
- Bonin, William (1947–1996), US-amerikanischer SerienmörderWilliam Bonin (1947–1996)

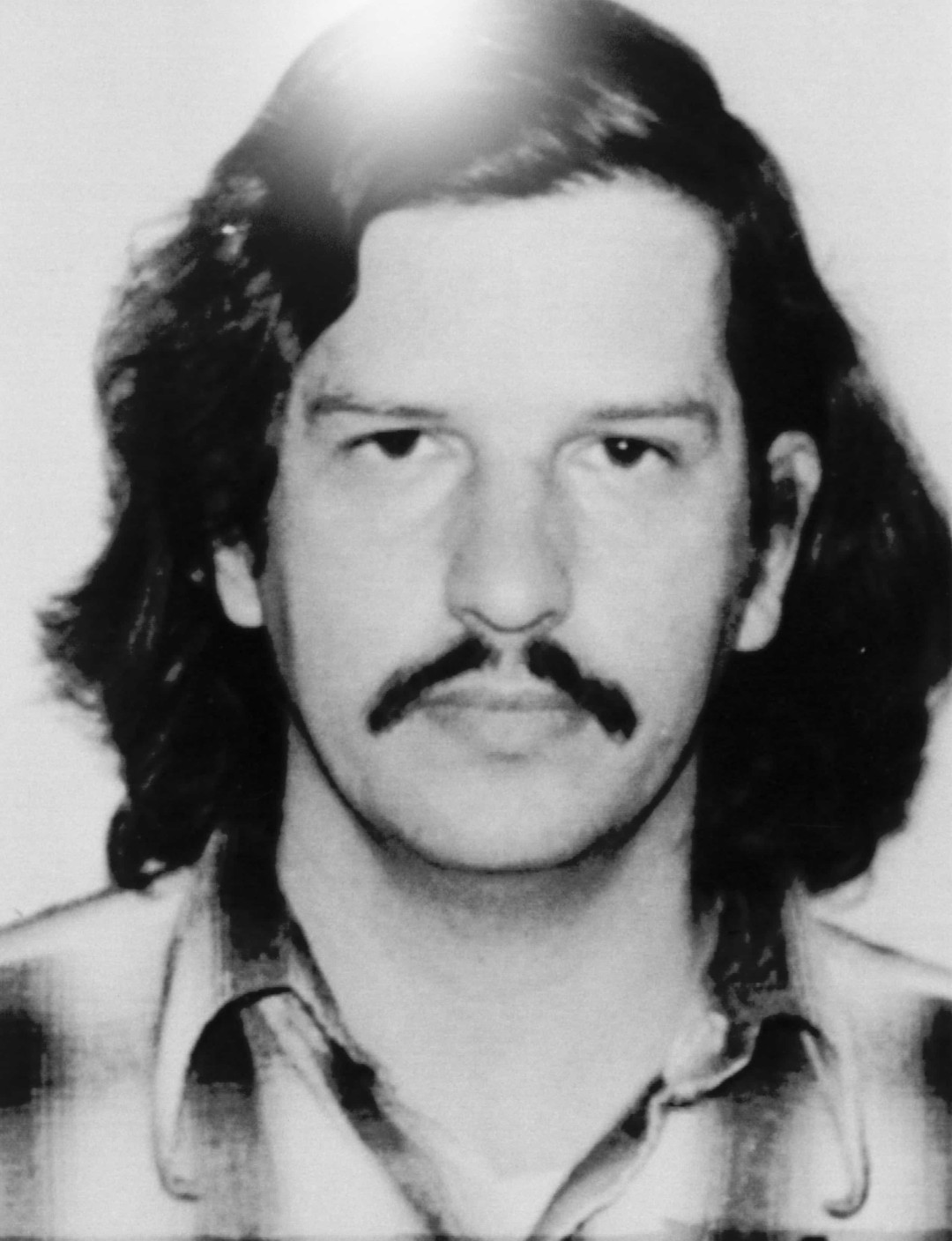
William Bonin (1947–1996)

- Bonin-Pissarro, Claude (1921–2021), französischer Maler und Hochschullehrer
- Bonin-Pissarro, Frédéric (* 1964), französischer Maler
- Bonin-Pissarro, Henri (1918–2003), französischer Maler
- Boninfante, Dante (* 1977), italienischer Volleyballspieler
- Böning, August (1891–1964), deutscher Konteradmiral der Kriegsmarine
- Böning, Bruno (* 1889), deutscher Schauspieler
- Böning, Claus (* 1954), deutscher Physiker, Ozeanograph
- Böning, Dieter (* 1939), deutscher Sportmediziner und Hochschullehrer
- Böning, Eberhard (1929–1988), deutscher Jurist und Ministerialbeamter
- Böning, Franz (1896–1972), deutscher Politiker (KPD), MdL
- Böning, Fritz (1898–1971), deutscher Politiker der CDU
- Böning, Heinrich (* 1939), deutscher Heimatforscher und Sachbuchautor
- Böning, Hermann (1894–1939), deutscher Politiker (KPD), MdL Baden, Widerstandskämpfer
- Böning, Hermann (* 1959), deutscher Künstler
- Böning, Herwig (1640–1722), katholischer Priester
- Böning, Holger (1949–2024), deutscher Historiker und Medienwissenschaftler
- Böning, Hubert (* 1960), deutscher Jurist, Ministerialbeamter und Politiker (CDU)
- Böning, Jobst (* 1939), deutscher Psychiater und Hochschullehrer in Würzburg
- Böning, Kunibert (1840–1909), deutscher Gutsbesitzer und Politiker, MdR
- Böning, Marietta (* 1971), deutsche Autorin
- Boning, Teresa (* 1988), deutsche Opern- und Konzertsängerin (Sopran)
- Böning, Uwe (* 1947), deutscher Business-Coach, Managementberater und Autor
- Böning, Walter (1894–1981), deutscher Offizier und Jagdflieger im Ersten Weltkrieg
- Boning, Wigald (* 1967), deutscher Komiker und ModeratorWigald Boning (* 1967)

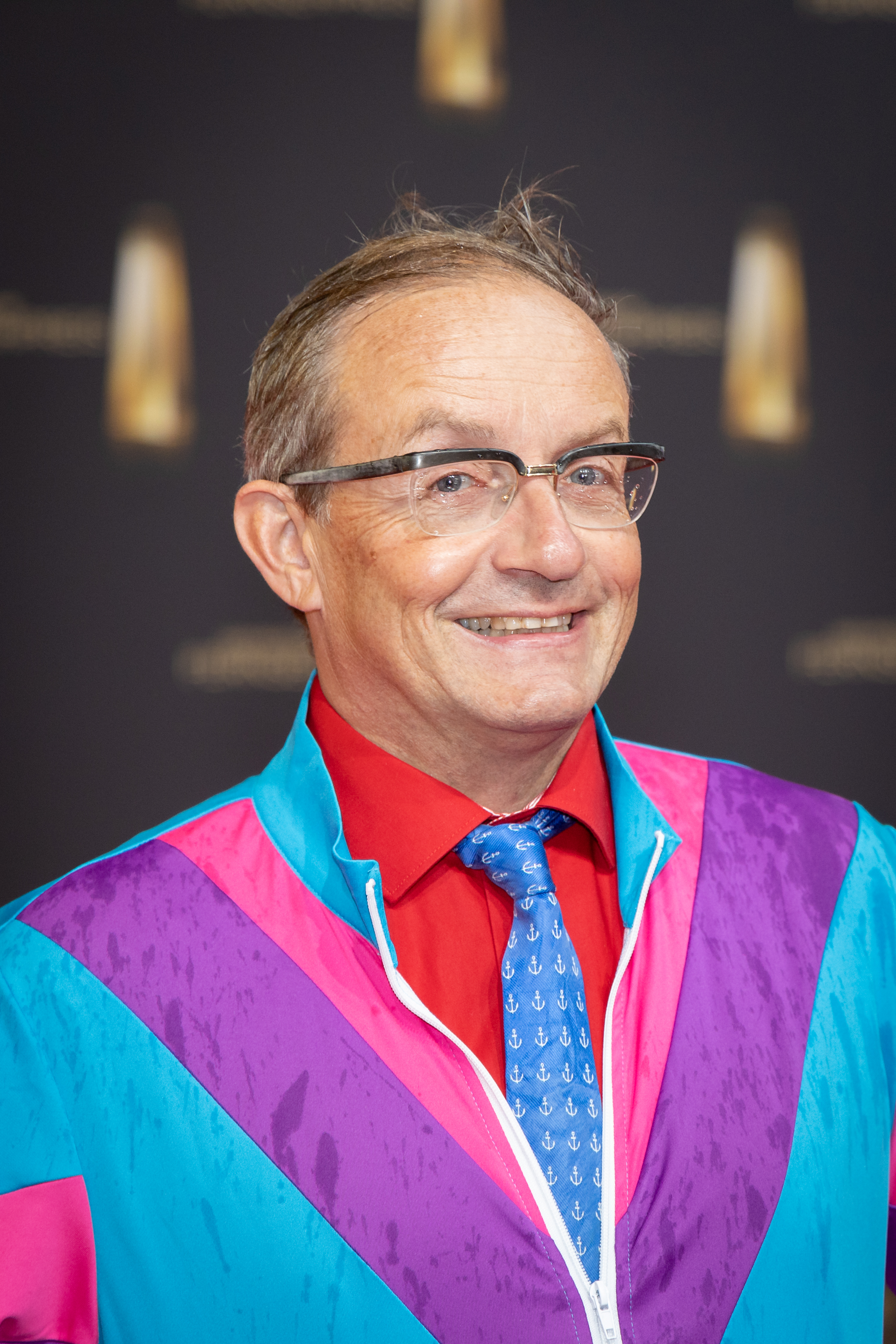
Wigald Boning (* 1967)

- Böning, Wolfgang (1927–1989), deutscher Jurist und Staatssekretär (Schleswig-Holstein)
- Böninger, Carl (1795–1877), deutscher Unternehmer in der Tabakindustrie
- Böninger, Carl-Friedrich (1883–1953), deutscher Manager der Kugellagerindustrie
- Böninger, Christoph (* 1957), deutscher Industriedesigner und Unternehmer
- Böninger, Harry (1859–1894), deutscher Verwaltungsbeamter
- Böninger, Richard (1874–1944), deutscher Jurist und Politiker
- Böninger, Robert (1869–1935), deutscher Maler und Grafiker der Düsseldorfer Schule
- Bonington, Chris (* 1934), britischer BergsteigerChris Bonington (* 1934)

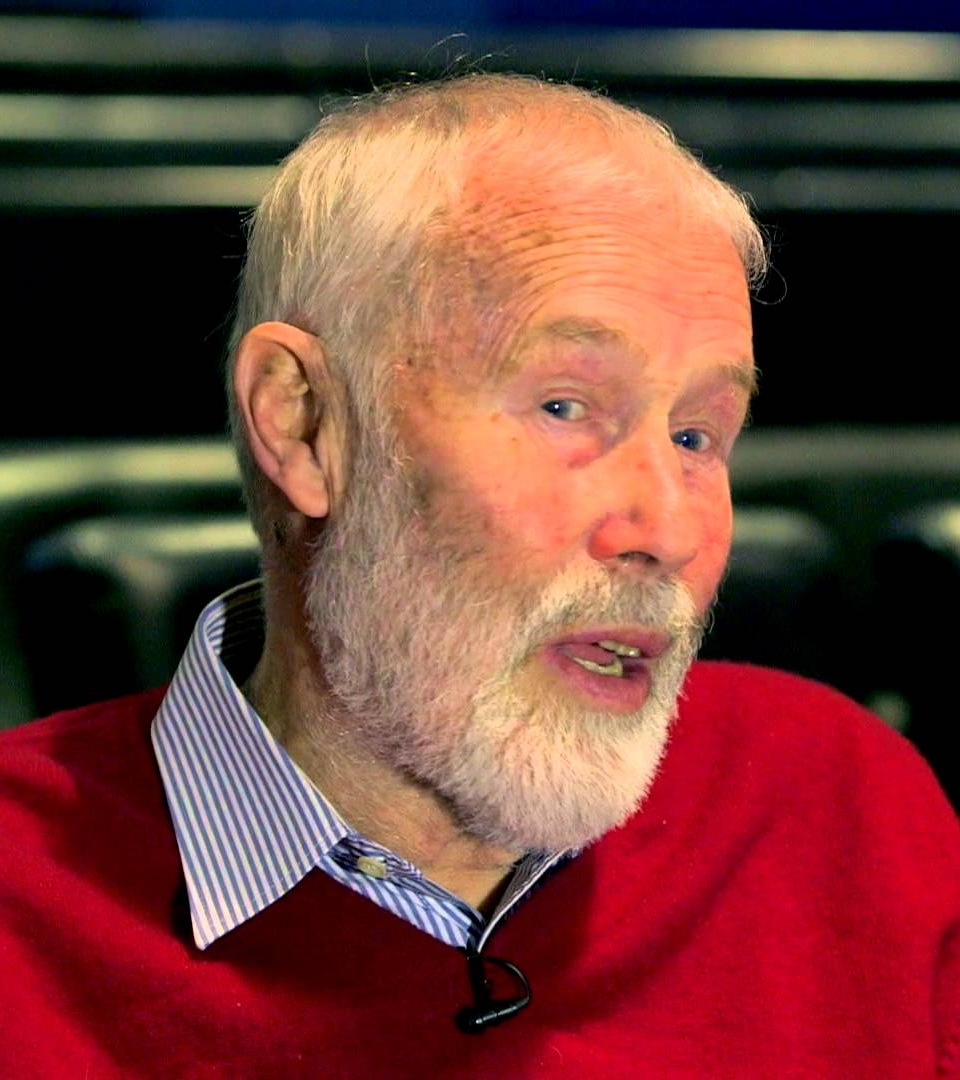
Chris Bonington (* 1934)

- Bonington, Richard Parkes (1802–1828), britisch-französischer Maler der Romantik
- Bonini Olas, Marcello (1917–2007), italienischer Theaterleiter und Schauspieler
- Bonini, Emilia (1798–1863), italienische Opernsängerin (Sopran)
- Bonini, Ezio (1923–1988), italienischer Grafikdesigner und Plakatkünstler
- Bonini, Giovanni (* 1986), san-marinesischer Fußballspieler
- Bonini, Letizia (1902–1974), italienische Schauspielerin
- Bonini, Massimo (* 1959), san-marinesischer Fußballspieler
- Bonini, Roberto (1934–2005), italienischer Rechtswissenschaftler, Rechtshistoriker und Hochschullehrer
- Bonino da Campione († 1397), italienischer Bildhauer
- Bonino, Emma (* 1948), italienische Politikerin, Mitglied der Camera, MdEP
- Bonino, Giovanni Battista (1899–1985), italienischer Chemiker
- Bonino, Giuseppina Gabriella (1843–1906), italienische Ordensschwester und Ordensgründerin, Selige
- Bonino, Julio César (1947–2017), uruguayischer Geistlicher, römisch-katholischer Bischof von Tacuarembó
- Bonino, Nick (* 1988), US-amerikanischer Eishockeyspieler
- Bonino, René (1930–2016), französischer Sprinter
- Bonino, Serge-Thomas (* 1961), französischer Ordensgeistlicher und Theologe
- Boninsegna, Roberto (* 1943), italienischer FußballspielerRoberto Boninsegna (* 1943)

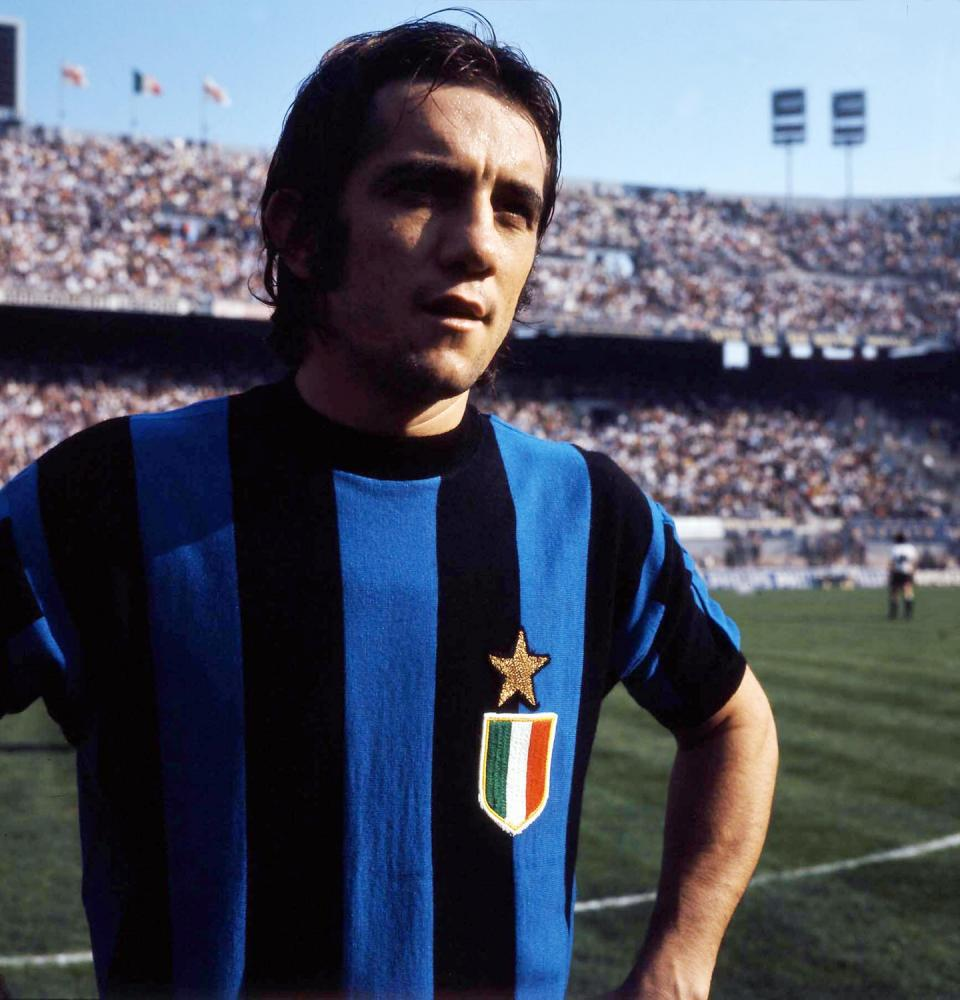
Roberto Boninsegna (* 1943)

### Bonio
- Bonior, David E. (* 1945), US-amerikanischer Politiker

### Bonip
- Boniperti, Giampiero (1928–2021), italienischer Fußballspieler und -funktionär sowie Politiker

### Bonis
- Bónis, Éva B. (1919–1999), ungarische Provinzialrömische Archäologin
- Bonis, Louis de (* 1934), französischer Paläontologe
- Bonis, Mélanie (1858–1937), französische Komponistin
- Bonis, Samuel (* 1934), US-amerikanischer Geologe und Vulkanologe
- Bönisch, Bernhard (* 1953), deutscher Politiker (CDU), MdL
- Bönisch, Dana (* 1982), deutsche Schriftstellerin
- Bönisch, Fritz (1923–2007), deutscher Heimatforscher
- Bönisch, Johann Gottfried (1777–1831), deutscher Chirurg und Schriftsteller
- Bönisch, Josef (1935–2025), deutscher Komponist und Arrangeur
- Bönisch, Julia (* 1980), deutsche Journalistin
- Bönisch, Karl (* 1960), deutscher Fußballspieler
- Bönisch, Karl Friedrich Emil (1832–1894), deutscher Jurist und Politiker
- Bönisch, Margit (1942–2016), deutsche Theatergründerin und Theaterintendantin
- Bönisch, Yvonne (* 1980), deutsche Judoka, Olympiasiegerin 2004Yvonne Bönisch (* 1980)

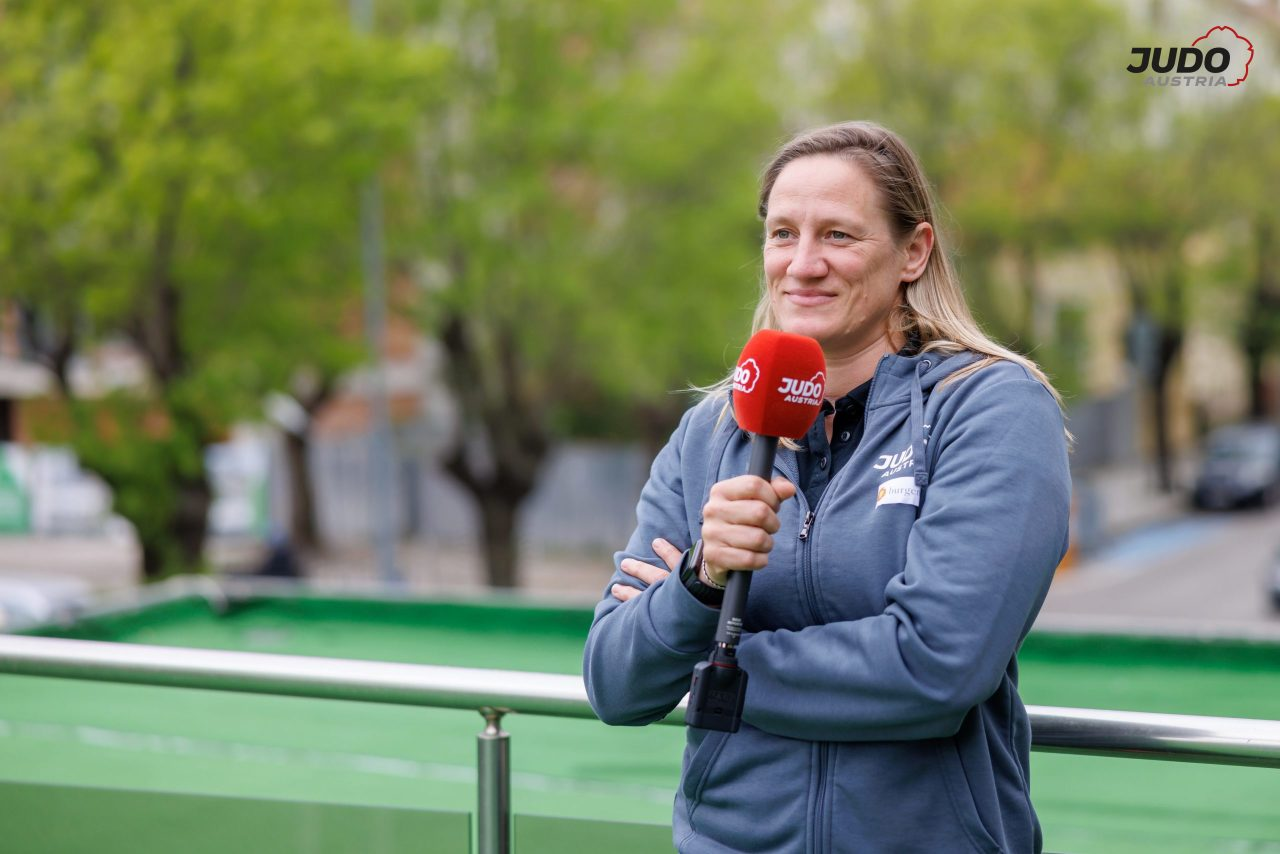
Yvonne Bönisch (* 1980)

- Bonish, Paul (* 1955), kanadischer Toningenieur und Tontechniker
- Bonisoli, Agostino (1638–1707), italienischer Maler des Barock
- Bonisolli, Franco (1937–2003), italienischer Opernsänger (Tenor)

### Bonit
- Bonitatibus, Anna, italienische Opernsängerin (Mezzosopran)
- Bonito Oliva, Achille (* 1939), italienischer Kunstkritiker und -professor, Begründer der Transavantgarde
- Bonito, Giuseppe (1707–1789), italienischer Maler
- Bonitus, fränkisch-römischer Feldherr der Spätantike
- Bonitus von Clermont, Bischof der Auvergne
- Bonitz, Asja (* 1981), deutsche Autorin
- Bonitz, Bernhard (1907–1971), deutscher Funktionshäftling in Konzentrationslagern und verurteilter Mörder
- Bonitz, Eberhard (1921–1980), deutscher Kirchenmusiker, Orgelsachverständiger und Komponist
- Bonitz, Egmont (1844–1926), höherer sächsischer Staatsbeamter
- Bonitz, Hermann (1814–1888), deutscher Philologe, Philosoph und Schulreformer
- Bonitz, Ludwig (1936–2007), deutscher Maler und Grafiker
- Bonitz, Matthias (* 1951), deutscher Kontrabassist und Komponist
- Bonitz, Peter (* 1941), deutscher Politiker (CDU)
- Bonitz, Sarah (* 1988), deutsche Theaterschauspielerin
- Bonitz, Sylvia (* 1966), deutsche Politikerin (CDU), MdB
- Bonitzer, Agathe (* 1989), französische SchauspielerinAgathe Bonitzer (* 1989)

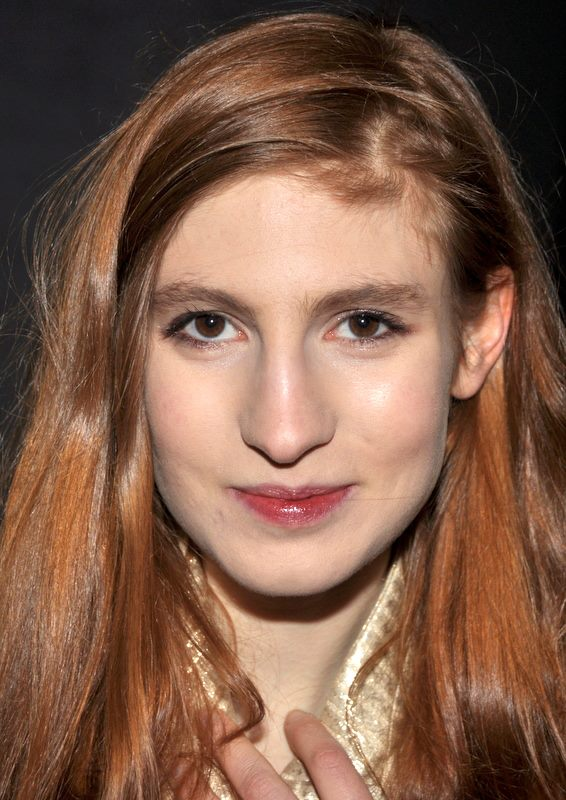
Agathe Bonitzer (* 1989)

- Bonitzer, Pascal (* 1946), französischer Drehbuchautor und Filmregisseur

### Boniv
- Bonivard, François (1493–1570), Genfer Freiheitskämpfer, Geistlicher und Historiker
- Bonivento, Cesare (* 1940), italienischer Ordensgeistlicher, emeritierter römisch-katholischer Bischof von Vanimo
- Bonivento, Claudio (* 1950), italienischer Filmproduzent und -regisseur
- Boniver, Denis (1897–1961), deutscher Architekt und Hochschullehrer

### Boniz
- Bonizo von Sutri, römisch-katholischer Bischof und Kanonist
- Bonizzi, Cesare (1946–2024), italienischer Kapuziner und Heavy-Metal-Sänger
- Bonizzoni, Fabio (* 1965), italienischer Organist und Cembalist